# Прохоров, Анатолий Валентинович
Анато́лий Валенти́нович Про́хоров (17 июля 1948, Осло — 30 августа 2020, Санкт-Петербург) — российский кино- и телепродюсер, сооснователь анимационной студии «Пилот». Один из организаторов Российской академии интернета. Лауреат Государственной премии Российской Федерации (2008).

## Биография
Анатолий Прохоров родился 17 июля 1948 года в Осло, по месту прохождения службы отца - военного атташе при посольстве СССР в Норвегии.
Учился в Рижской гимназии.
В 1971 году окончил физический факультет МГУ.
В 1978 году — кандидат физико-математических наук (1978). Работал в Институте физической химии АН СССР, Ученым секретарем Комиссии по теории культуры Научного совета по истории мировой культуры при президиуме АН СССР.
Организовал и возглавил Клуб пластического искусства ЦДРИ СССР (1979).
Организатор первой в СССР академической конференции, посвящённой вопросам мультипликации «Мультипликация как искусство художественного синтеза» (1982).
Организатор и руководитель ежемесячного семинара по теории анимационного кино СК СССР и ежегодных научно-практических конференций «Аниматографические чтения» (1985—1991).
Организатор (1988, совм. с И. Гелашвили, И. Ковалевым, А. Татарским) и вице-президент анимационной студии «Пилот» (с 1997 года — телекомпании «Пилот ТВ»).
С 2003 года — председатель Совета директоров телекомпании «Пилот ТВ»;
В 1990—1995 годах — создатель и директор некоммерческого исследовательско-экспертного аниматографического центра «Пилот».
Один из создателей (1994) и ректор Школы новых экранных технологий «Пилот».
С 1990 года — ведущий научный сотрудник Российского института культурологии.
С 1992 года — научный руководитель Центра аудиовизуальной антропологии и мультимедиа РИК (ныне — сектор экранной культуры и новых технологий).
Один из организаторов (1994) и член экспертного совета Лаборатории Новых Медиа (Центр изобразительного искусства Сороса).
В 1994—1996 годах — президент Ассоциации новых экранных технологий при СК России.
Один из основателей Российской академии интернета и национальной премии в области интернет-культуры (1999).
В 2001—2003 годах — вице-президент Российской академии интернета.
В 2000 году организовал Комиссию по цифровым экранным искусствам Правления СК РФ.
С 2001 года — член Евразийской телевизионной академии телевидения и радио.
С 2003 года — член правления Евразийской телевизионной академии телевидения и радио.
В 2002—2004 годах — член Экспертного совета Министерства образования РФ по подготовке электронных учебных пособий.
В 2002—2004 годах — секретарь СК РФ.
Один из организаторов и художественный руководитель Студии компьютерной анимации «Петербург» (2003).
Один из организаторов и руководитель Медиалаборатории АНО «Интерньюс» (2003).
С 2003 года — член Национальной Академии кинематографических искусств и наук России.
Был экспертом форсайт-проекта «Детство-2030», целью которого являлось изменение приоритетов и пересмотр взглядов в плане жизни и развитии детей, уделение приоритетного внимания вопросу детства и значительная коррекция среды, в которой дети развиваются, смена идеологии и парадигмы общества, искоренение традиционных взглядов.
Скончался 30 августа 2020 года в Москве после лейкемии в возрасте 72 лет. Похоронен на Новодевичьем кладбище.

## Деятельность
- Читал лекционные курсы по теории и практике анимационного кино в университетах США, Голландии, Германии. Издатель альманаха «Аниматографические записки». Составитель сборника теоретических статей по мультипликации «Проблемы художественного синтеза» (1985), автор статей по семиотике литературы, театра и кино, опубликованных в России и за рубежом.
- Автор (совм. с А. Татарским) телепрограммы «Чердачок Фруттис. Шоу братьев Пилотов» (1998, ОРТ; 1999, ТВ-6 Москва)
- Художественный руководитель программы «Тушите свет» (2001, НТВ)
- Художественный руководитель российского анимационного проекта «Смешарики» (2003, СКА «Петербург»)
- Художественный руководитель российского анимационного проекта «Смешарики. Новые приключения» (2012, СКА «Петербург»)
- Художественный руководитель российского анимационного проекта «Смешарики. Пин-код» (2012, СКА «Петербург»)

## Награды и премии
- 4 июня 2009 — Государственная премия Российской Федерации 2008 года в области литературы и искусства — за социально-культурную программу «Смешарики», направленную на воспитание подрастающего поколения[5]
- 2001 — Премия «ТЭФИ» за лучшую юмористическая программу («Тушите свет», НТВ).
- 1996 — Премия «Ника» (За лучший анимационный фильм года, мультфильм «Братья Пилоты»)
- 1995 — МКФ к/м фильмов в Монреале (Гран-при, мультфильм «Гагарин»)
- 1991 — МКФ в Лос-Анджелесе (Золотая награда, Приз Джима Хэнсона, мультфильм «Охотник»)

## Продюсер
- 2018 — Смешарики. Дежавю (анимационный, Россия) художественный руководитель
- 2016 — Смешарики. Легенда о золотом драконе (анимационный, Россия) художественный руководитель
- 2013 — Алиса знает, что делать! (анимационный, Россия) творческий консультант
- 2011 — Смешарики. Начало (анимационный, Россия) продюсер совм. с И. Поповым, Т. Бекмамбетовым
- 2008 — Котополис (анимационный, Россия) художественный руководитель
- 2003 — Смешарики (анимационный, сериал, Россия) продюсер совм. с И. Поповым, А. Герасимовым, В. Маясовым
- 1999 — Унесённые ветром (анимационный, Россия) продюсер совм. с А. Татарским, И. Гелашвили, А. Кондрашиным
- 1998 — Фонд правовых реформ (анимационный, сериал, Россия) продюсер серий «Катастрофа», «Клубок пряжи», «Коврик», «Ракета», «Шишки и плюшки», «Санки» (совм. с А. Татарским, М. Алдашиным), «Бинокль» (совм. с М. Алдашиным), «Весы» (совм. с А. Татарским)
- 1996 — Братья Пилоты готовят на завтрак макарончики (анимационный, Россия) продюсер совм. с А. Татарским, И. Гелашвили
- 1996 — Братья Пилоты иногда ловят рыбу (анимационный, Россия) продюсер совм. с А. Татарским, И. Гелашвили
- 1996 — Братья Пилоты любят поохотиться (анимационный, Россия) продюсер совм. с А. Татарским, И. Гелашвили
- 1996 — Братья Пилоты по вечерам пьют чай (анимационный, Россия) продюсер совм. с А. Татарским, И. Гелашвили
- 1996 — Братья Пилоты показывают друг другу фокусы (анимационный, Россия) продюсер совм. с А. Татарским, И. Гелашвили
- 1995 — Братья Пилоты снимают клип для МТV (анимационный, Россия) продюсер совм. с А. Татарским, И. Гелашвили
- 1995 — Лифт-5 (анимационный, Россия) продюсер совм. с А. Татарским, И. Гелашвили
- 1995 — Эксгибиционист (анимационный, Россия) продюсер совм. с А. Татарским
- 1994 — Гагарин (анимационный, Россия) продюсер совм. с А. Татарским
- 1994 — Пустышка (анимационный, Беларусь) продюсер совм. с А. Татарским
- 1993 — Fare Well (анимационный, Беларусь) продюсер совм. с А. Татарским
- 1993 — Golden gate (анимационный, Россия) продюсер совм. с А. Татарским
- 1993 — Другая сторона (анимационный, Россия) продюсер совм. с А. Татарским, И. Гелашвили
- 1993 — Зебра (в цикле Происхождение видов) (анимационный, Россия) продюсер совм. с А. Татарским, И. Гелашвили
- 1993 — Осьминог (в цикле Происхождение видов) (анимационный, Россия) продюсер совм. с А. Татарским, И. Гелашвили
- 1993 — Пережёвывай! (анимационный, Россия) продюсер совм. с А. Татарским
- 1993 — Такса (в цикле Происхождение видов) (анимационный, Россия) продюсер совм. с А. Татарским, И. Гелашвили
- 1993 — Тук-тук (анимационный, Беларусь) продюсер совм. с А. Татарским
- 1992 — Введение (анимационный, Россия) продюсер совм. с А. Татарским
- 1992 — Верблюд (в цикле Происхождение видов) (анимационный, Россия) продюсер совм. с А. Татарским
- 1992 — Гипнэротомахия (анимационный, Россия) продюсер совм. с А. Татарским
- 1992 — Лифт-4 (анимационный, Россия) продюсер совм. с А. Татарским, И. Гелашвили
- 1992 — Происхождение видов (анимационный, Россия) продюсер совм. с А. Татарским
- 1992 — Я вас слышу (анимационный, Россия) продюсер совм. с А. Татарским, В. Хижняковой
- 1991 — Автогонки (анимационный, СССР) продюсер совм. с А. Татарским
- 1991 — Андрей Свислоцкий (анимационный, СССР) продюсер совм. с А. Татарским
- 1991 — Лифт-3 (к/а) (анимационный, СССР) продюсер совм. с А. Татарским, И. Гелашвили
- 1991 — Охотник (анимационный, СССР) продюсер совм. с А. Татарским
- 1991 — Путч (анимационный, СССР) продюсер совм. с А. Татарским
- 1990 — Полночные игры (анимационный, СССР) продюсер совм. с А. Татарским
- 1990 — Чудеса (анимационный, Россия) продюсер совм. с А. Татарским
- 1989 — Его жена курица (анимационный, СССР) продюсер совм. с А. Татарским, И. Гелашвили
- 1989 — Лифт-1 (анимационный, СССР) продюсер совм. с А. Татарским